# Le Balai citoyen
Le Balai Citoyen (em português: A vassoura cidadã) é um movimento político popular em Burkina Faso, que fez parte da oposição contra o presidente Blaise Compaoré. Foi cofundado por dois músicos, o artista de reggae Sams’K Le Jah e o rapper Serge Bambara ("Smockey") no verão de 2013. Eles organizaram vários protestos no início de 2014, por exemplo, hospedando um comício conjunto com o recém-formado Movimento do Povo para o Progresso, enchendo um estádio esportivo com capacidade para 35.000 pessoas até superlotar.
Quando a revolta burquinense de outubro de 2014 eclodiu, o grupo se tornou uma parte proeminente dos protestos, seus ativistas obtiveram destaque devido à sua presença nas ruas. O presidente Compaoré foi forçado a renunciar e fugir do país em 31 de outubro, após 27 anos de governo. A presidência foi posteriormente ocupada pelos militares, que nomearam o oficial pró-protesto Yacouba Isaac Zida como o líder interino do país. Le Balai Citoyen, que lançou uma varredura simbólica nas ruas de Ouagadougou após a saída de Compaoré, foi relatado como favorável ao governo de transição de Zida. No entanto, seus líderes pediram aos manifestantes que "permaneçam vigilantes e em alerta máximo, para não deixar ninguém roubar a vitória do povo soberano".
O movimento faz parte da tradição política burquinense sankarista, apelando para o legado e os ideais do capitão Thomas Sankara, um revolucionário radical de esquerda que governou o país de 1983 até sua morte em 1987, assassinado durante um golpe de Estado orquestrado por seu sucessor Compaoré. O cofundador Sams'K Le Jah recebeu sua educação política nos Pioneiros da Revolução, o movimento juvenil da "Revolução Democrática e Popular" de Sankara.
O movimento foi nomeado em referência a "varrer" a corrupção política percebida e aos exercícios regulares de limpeza das ruas - iniciados por Thomas Sankara - no qual os cidadãos pegariam vassouras e limpariam seus bairros, tanto como um ato de desenvolvimento comunitário quanto como uma metáfora para a autossuficiência social. Os membros carregam vassouras durante os protestos como um símbolo disso.